# Corispermum hilariae
Corispermum hilariae är en amarantväxtart som beskrevs av Modest Mikhaĭlovich Iljin. Corispermum hilariae ingår i släktet lusfrön, och familjen amarantväxter. Inga underarter finns listade i Catalogue of Life.